# 카프다이

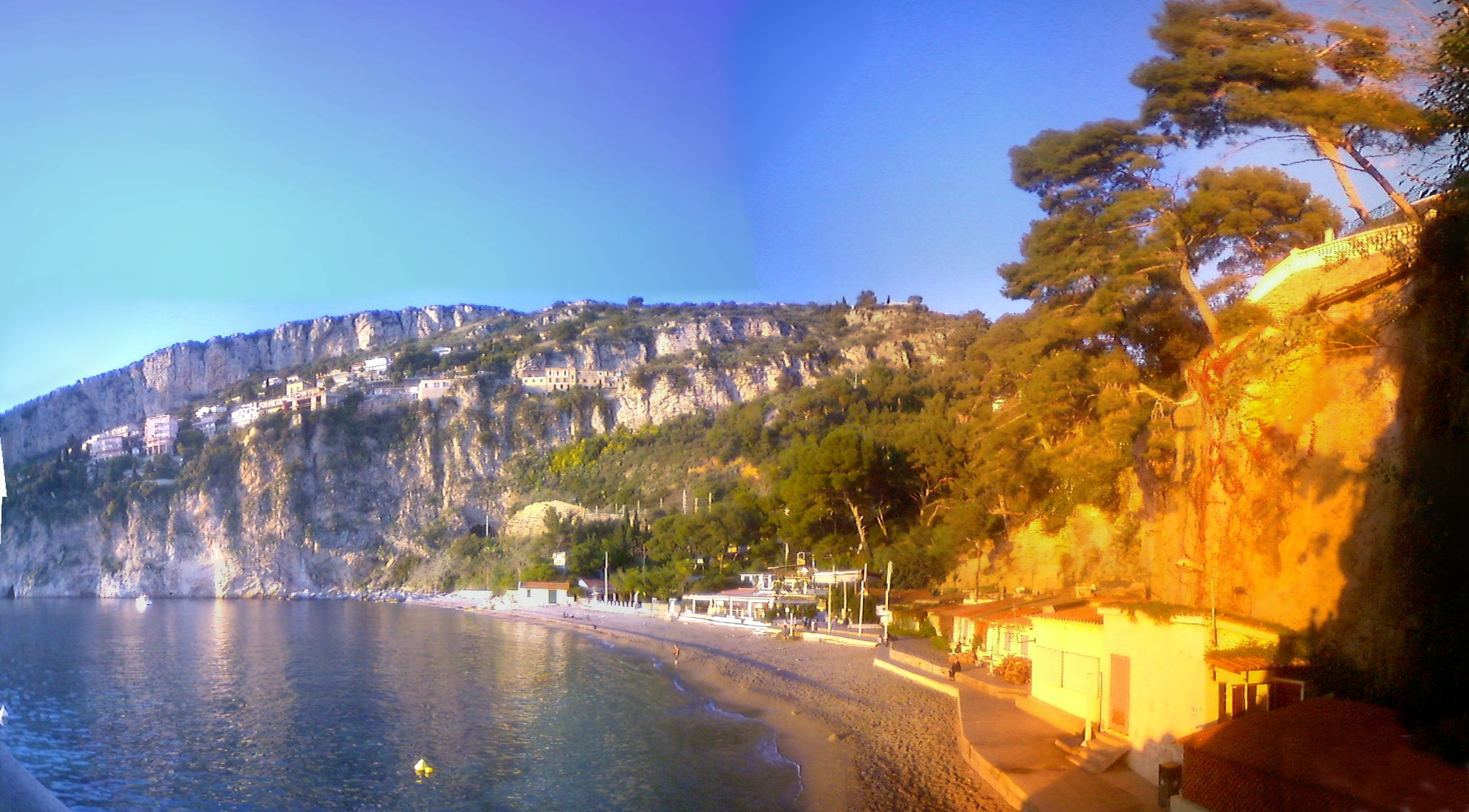
카프다이

카프다이(프랑스어: Cap-d'Ail)는 프랑스 프로방스알프코트다쥐르 알프마리팀주에 위치한 도시로 면적은 2.04km2, 인구는 4,997명(2008년 기준), 인구 밀도는 2,400명/km2이다. 모나코 국경과 가까운 편이다.

시 문장

## 인구
| 연도 | 인구  | ±%     |
| ---- | ----- | ------ |
| 1968 | 4,200 | —      |
| 1975 | 4,282 | +2.0%  |
| 1982 | 4,402 | +2.8%  |
| 1990 | 4,859 | +10.4% |
| 1999 | 4,532 | −6.7%  |
| 2008 | 4,997 | +10.3% |

## 같이 보기
- 알프마리팀주의 코뮌 목록